# Zózimo
Zózimo Alves Calazans meglio noto solo come Zózimo (Salvador, 19 giugno 1932 – Rio de Janeiro, 17 luglio 1977) è stato un calciatore brasiliano.

## Biografia
È morto a soli 45 anni a causa di un incidente stradale.

## Carriera

### Club
Durante la sua carriera, dal 1948 al 196], Zózimo ha vestito le maglie di São Cristóvão, Bangu, Flamengo, Portuguesa ed Esportiva Guaratinguetá.
Ha inoltre giocato in Perù, in forza allo Sporting Cristal e poi brevemente al Porvenir Miraflores, per chiudere poi la carriera in El Salvador all'Águila.

### Nazionale
Con la Nazionale brasiliana Zózimo disputò 35 partite ufficiali segnando 1 gol.
Con il Brasile partecipò ai Mondiali del 1958 e del 1962, vincendo entrambe le edizioni, la seconda come titolare e la prima senza mai scendere in campo.

## Palmarès

### Club

#### Competizioni statali
- Campionato Carioca: 1

Flamengo: 1965
- Torneio Início do Rio-São Paulo: 1

Bangu: 1951
- Torneio Início do Rio de Janeiro: 1

Bangu: 1955

### Nazionale
- Campionato mondiale: 2

Svezia 1958, Cile 1962